# アグアスカリエンテス国際空港
アグアスカリエンテス国際空港 (スペイン語: Aeropuerto Internacional de Aguascalientes) として知られるリセンシアド・ヘスス・テラン・ペレド国際空港 (スペイン語: Aeropuerto Internacional Lic. Jesús Terán Peredo, IATA: AGU, ICAO: MMAS) は、メキシコ合衆国アグアスカリエンテス州の州都であるアグアスカリエンテスに位置する国際空港。
この空港ではアグアスカリエンテスの利用者に向け、メキシコ国内線及び国際線を取り扱っている。
空港の名前は、1855年から1857年までアグアスカリエンテス州の知事であり、ベニート・フアレスをメキシコの大統領として認めた最初の一人であるヘスス・テラン・ペレドにちなんで名づけられた。単一のターミナルで構成されるこの空港は、年間150万人の取り扱いが可能となっているが、2012年の利用者数はわずか40万人であった。この空港はメキシコ中西部で最も重要なターミナルの1つとなっている。

## 施設概要
この空港の平均海抜は6,112フィート (1,863 m)を上回る。
アスファルトに覆われた面積3,000 by 45メートル (9,843 ft × 148 ft)が、滑走路17/35として使用される。
かつては面積1,060 by 30メートル (3,478 ft × 98 ft)の滑走路04/22が存在していたが閉鎖された。
2015年の旅客数は633,100人。また、2016年は693,700人であった。

## 就航路線
| 航空会社                   | 就航地                                                                  |
| -------------------------- | ----------------------------------------------------------------------- |
| ボラリス                   | カンクン、シカゴ/ミッドウェー、ロサンゼルス、メキシコシティ、ティフアナ |
| アエロメヒコ・コネクト     | メキシコシティ                                                          |
| TAR航空                    | モンテレイ、プエルトバヤルタ                                            |
| ユナイテッド・エクスプレス | ヒューストン                                                            |
| アメリカン・イーグル       | ダラス/フォートワース                                                   |

## 繁忙航空路線

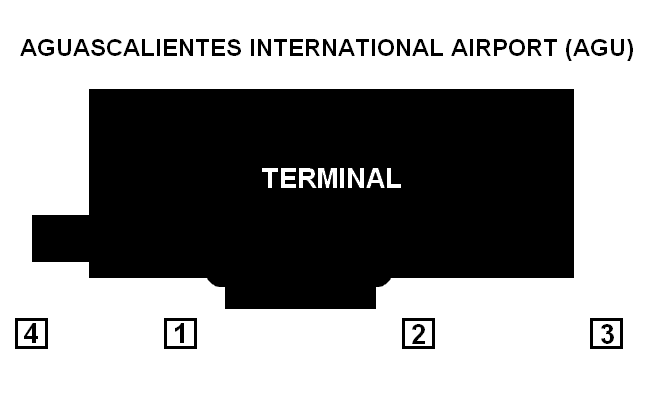
ターミナル図.

| 順位 | 都市                               | 旅客数  | 順位変動 | 航空会社                                               |
| ---- | ---------------------------------- | ------- | -------- | ------------------------------------------------------ |
| 1    | メキシコシティ                     | 158,392 | 増減なし | アエロメヒコ、アエロメヒコ・コネクト、インテルジェット |
| 2    | バハ・カリフォルニア州, ティフアナ | 76,487  | 増減なし | インテルジェット, ボラリス                             |
| 3    | キンタナ・ロー州, カンクン         | 22,388  | 1        | マグニチャーターズ, ボラリス                           |
| 4    | ヌエボ・レオン州, モンテレイ       | 9,882   | 1        | アエロメヒコ・コネクト                                 |
| 5    | ハリスコ州, プエルト・バヤルタ     | 6,637   | 増減なし | TAR                                                    |
| 6    | コアウイラ州, トレオン             | 247     | 増減なし |                                                        |
| 7    | サカテカス州, サカテカス           | 212     | 17       |                                                        |
| 8    | ハリスコ州, グアダラハラ           | 178     | 増減なし |                                                        |
| 9    | メヒコ州, トルーカ                 | 172     | 2        |                                                        |
| 10   | チワワ州, シウダー・フアレス       | 160     |          |                                                        |